# Andreas von Budberg
Andreas Eberhard Baron von Budberg (genannt von Bönninghausen) (russisch Андрей Яковлевич Будберг, Andrei Jakowlewitsch Budberg) (* 10. August 1750 auf dem Magnushof (heute: Mangaļmuiža) bei Riga; † 1. September 1812 in St. Petersburg) war ein russischer General, Diplomat und zuletzt Außenminister.

## Leben

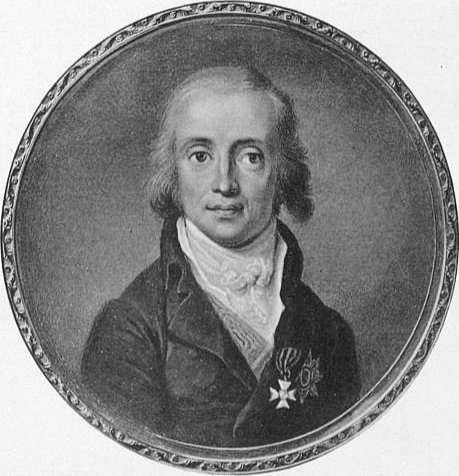
Andreas von Budberg

Die ursprünglich aus Westfalen stammende Familie Budberg (eigentlich Bönninghausen) siedelte sich im 13. Jahrhundert in Livland an. Andreas von Budberg war der älteste Sohn des Obersten Jacob Friedrich von Budberg. Er trat früh mit dreizehn Jahren in den russischen Militärdienst ein. Er diente als Offizier im 3. Grenadierregiment und machte die Kämpfe gegen die Osmanen mit. Er brachte es zum Hauptmann, musste aber aus Gesundheitsgründen im Rang eines Majors den Abschied vom aktiven Dienst nehmen und nahm eine Position bei der Garnison von Riga an. Später trat er wieder in den aktiven Felddienst ein. Im Jahr 1777 war er Hauptmann beim Landkadettenkorps. Danach diente er als Premiermajor beim sibirischen Musketierregiment und stieg zum Obristleutnant auf.
Im Jahr 1783 heiratete Andreas von Budberg Juliana Magdalena Wilhelmina von Meck. Aus der Ehe gingen zwei Töchter, aber kein Sohn hervor. Im selben Jahr wurde er von Generalfeldmarschall Georg Browne der Zarin Katharina II. als Diplomat empfohlen. Er wurde zunächst damit beauftragt, den in kursächsischen Diensten tätigen Grafen von Anhalt für das russische Militär abzuwerben, was auch gelang.
Im Jahr 1785 wurde er zum Oberst und zum Begleiters oder Erzieher des Thronfolgers Alexander ernannt. In dieser Zeit bildete er sich selbst weiter und erlernte etwa die französische Sprache. Er soll erheblichen Einfluss auf die Entwicklung des Prinzen gehabt haben. Budberg hat diesen auch in der deutschen Sprache unterrichtet.
Als Dank wurde Budberg 1787 zum Generalmajor ernannt. Er wurde mit einigen weiteren Aufgaben im Ausland betraut, ehe er 1793 Urlaub beantragte. Im Jahr 1795 wurde er an die deutschen Höfe entsandt, um nach einer Ehefrau für den Prinzen Konstantin zu suchen. Er schlug eine Tochter der  Familie Sachsen-Coburg vor und begleitete Mitglieder der Familie August/September 1795 nach Russland. Tatsächlich heiratete der Prinz Juliane von Sachsen-Coburg-Saalfeld.
Budberg wurde zum Gesandten in Stockholm ernannt, um dort eine mögliche Heirat der Enkelin der Kaiserin Alexandra mit dem König von Schweden auszuloten. Nach dem Tod Katharinas blieb er Botschafter in Schweden und Paul I. ernannte ihn 1797 zum Geheimrat. Zur Wiederherstellung seiner Gesundheit bat er um Urlaub und reiste in deutsche Heilbäder. Daraufhin kehrte er auf seinen Posten in Schweden zurück. Nach dem Alexander I. den Thron bestiegen hatte, bat er erneut um Urlaub und reiste nach Italien. Er wurde nach St. Petersburg zurückgerufen und erhielt den Posten eines Kriegsgouveneurs der Hauptstadt. Er wurde auch zum General der Infanterie befördert. Erneut erkrankt, nahm er erneut Urlaub und ging nach Kurland. Alexander I. berief ihn 1804 in den Staatsrat (Conseil).
Im Jahr 1806 wurde er zum Außenminister ernannt. Er wandte sich gegen den von Peter von Oubril im Juli schon ausgehandelten Frieden zwischen Frankreich und Russland und sorgte mit dafür, dass dieser nicht ratifiziert wurde. Hinsichtlich des russisch-osmanischen Krieges seit 1806 sprach er sich für eine russische Vorherrschaft im Osmanischen Reich aus. Er hat 1807 mit dem preußischen Minister Karl August von Hardenberg den Bartensteiner Vertrag abgeschlossen, der eine Fortsetzung des Bündnisses zwischen Preußen und Russland gegen Napoleon zum Inhalt hatte. Auf Drängen Napoleons nahm er an den Verhandlungen, die zum Frieden von Tilsit führten offiziell nicht teil. Budberg begleitete den Kaiser allerdings nach Tilsit. Trotz seiner ausgesprochen antifranzösischen Haltung erhielt er von Napoleon den Stern der Ehrenlegion und erhielt eine Tabakdose mit dem kaiserlichen Porträt. Wegen des Bündnisses zwischen Russland und Frankreich trat er von seinem Amt zurück. Dem Antrag gab der Kaiser allerdings erst 1808 statt. Als Quelle von Bedeutung ist sein Briefwechsel mit Katharina II. und Alexander I.